# University of Birmingham
University of Birmingham (latin: Universitas Birminghamiensis) er et universitet beliggende i Birmingham, Storbritannien. Med sine ca. 26.000 studerende er det det største universitet i West Midlands og et af de største i England. 
Universitetet blev grundlagt i 1900 af dronning Victoria som efterfølgeren til Mason Science College, hvis historie går tilbage til Birmingham Medical School, etableret i 1825. Det var det første kongeligt privilegerede universitet.
University of Birmingham blev af The Times Higher Education Supplement i 2007 placeret som det 65. bedste i verden, det 11. bedste i Storbritannien og det 30. bedste i Europa. Målt på antal ansøgninger var det i 2006/2007 det fjerde mest populære universitet i England. 